# Štefan Vladislav I.
Štefan Vladislav I. (srbsko Стефан Владислав, Stefan Vladislav) je bil od leta 1234 do 1243 kralj Srbije, * okoli 1198, † po 1264.
Bil je srednji sin kralja Štefana Prvokronanega iz dinastije Nemanjić. Štefanovega najstarejšega sina Radoslava je srbsko plemstvo odstavilo zaradi vedno večjega vpliva Epirja preko njegove žene Teodore Komnene Dukas. Po njegovi odstavitvi je bil za njegovega naslednika imenovan Vladislav.
Med Vladislavovim vladanjen je njegov stric Sveti Sava odšel na romanje in na poti domov v Bolgariji umrl. Vladislav je po trdih pogajanjih z bolgarskim carjem Ivanom Asenom II. dosegel, da je njegove posmrtne ostanke odpeljal domov v Srbijo. Pokopal jih je v samostanu Mileševa, kjer je želel biti pokopan. Srbija je bila v tistem času tesno povezana z Bolgarijo, ker je bil Vladislav poročen z Asenovo hčerko Beloslavo. 
Vladislav je zavaroval Hum pred napadi ogrskih križarjev.
Po smrti Ivana Asena II. so se v Srbiji začeli nemiri. Ogrsko so napadli Mongoli pod poveljstvom kana Kadana in opustošili Balkan, kjer se je srbsko plemstvo uprlo Vladislavu. Leta 1243 je Vladislav abdiciral v korist svojega mlajšega brata Štefana Uroša I., vendar je še naprej vladal v Zeti. 
Vladislav je opisan kot zelo energičen in vzkipljiv vladar. Srbska pravoslavna cerkev ga časti kot svetnika, ki se praznuje 24. septembra (po starem koledarju 7. oktobra).

## Mladost
Vladislav je bil rojen okoli leta 1198. Njegova starša sta bila kralj Štefan Prvokronani in kraljica Evdokija Imel je brata Radoslava (rojen 1192) in Predislava (rojen 1201) in polbrata Uroša (rojen 1223). Imel je tudi sestro Komneno, ime druge sestre pa ni znano.
Ko je Štefan Prvokronani zbolel, se je umaknil v samostan, kjer je leta 1227 umrl. Nasledil ga je najstarejši sin Radoslav. V samostanu Žiča ga je kronal njegov stric, nadškof Sava. Radoslavova mlajša brata Vladimir in Uroš sta dobila apanaži. Brat Predislav (Sava II.) je bil kmalu zatem imenovan za humskega škofa. Od leta 1263 do 1270 je bil nadškof Srbije. Nemanjići so tako vladali v državi in Cerkvi. 

## Zasedba prestola
Po pisanju meniha in biografa Teodozija Hilandarskega je bil Radoslav sprva dober vladar, potem pa je prišel pod vpliv svoje žene, kraljice Ane, hčerke epirskega despota Teodorja Komnena Dukasa (vladal 1216-1230). Med srbskim plemstvom je zato postal nepriljubljen. Dokler je bil Teodor močan, je bil varen pred upori, po Teodorjevem porazu  v bitki z bolgarskim carjem Ivanom Asenom II. leta 1230 in aretaciji pa je Radoslavov položaj očitno oslabel. Nekaj njegovih plemičev se je jeseni 1233 uprlo. Teodozij pravi, da plemstvo ni več podpiralo njega, ampak brata Vladislava. Radoslav in žena sta leta 1233 pobegnila v Dubrovnik. Po pobegu ni zbral dovolj moči, da bi se vrnil na prestol. Iz dokumenta z datumom 4. februar 1234 je razvidno, da je organiziral upor prooti Vladislavu. Vse kaže, da je Dubrovčanom obljubil trgovinske privilegije, če bi mu pomagali vrnitev na prestol. Vladislav je začel zato začel groziti Dubrovniku, ki je za pomoč zaprosil bosanskega bana Mateja Ninoslava. Upor proti Vladislavu ni uspel in Radoslav se je umaknil na dvor epirskega despota Manuela v Draču.
Nadškof Sava je poskušal zgladiti spor med bratoma. Zelo verjetno je simpatiziral z Radoslavom, ki je bil legitimen vladar. Spor se je še bolj zaostril potem, ko se je Vladislav po Radoslavovem odhodu iz Srbije kronal za srbskega kralja. Vladislav se je s Savinim posredovanjem poročil s hčerko Ivana Asena II.  Sava je zatem konec leta 1233 odstopil v korist svojega izbranca Arsenija in povabil Radoslava, naj se vrne v Srbijo in se umakne v samostan, kar je tudi storil. Teodozij pravi, da je Sava s tem zaščitil Radoslava pred bratom Vladislavom. 
Podrobnosti o odnosih med bratoma po Radoslavovi vrnitvi niso povsem znane. Radoslav očitno ni motil Vladislavovega vladanja. Nekateri zgodovinarji so celo prepričani, da je dobil v upravljanje del kraljestva.

## Zunanja politika
Ogrsko kraljestvo je v vojni z Bolgarijo konec 1230. let osvojilo Beograd in Braničevo, ogrski križarji so se v letih 1235-1241 vojskovali v Bosni, Srbije pa niso nikoli neposredno napadli. Posredno so ogrožali srbski Hum in morda celo zasededli del Huma. Leta 1237 je Hum napadel Koloman Gališko-Lodomerski,  vendar ni jasno ali je napadel srbski vzhodni Hum ali zahodni Hum med Cetino in Neretvo, ki takrat ni bil srbski. Severni del, v katerem je vladal Vladislavov sorodnik Toljen II., je hitro padel, vendar ga je kmalu osvobodila Vladislavova vojska in potisnila križarje preko meje. Po njihovem izgonu je Srbija utrdila oblast v Humu, Vladislav pa je k svojemu vladarskemu titularju dodal "Hum".
Srbija je zaradi križarskih groženj prekinila vezi s katolištvom in ponovno postala povsem pravoslavna.  Dinastična poroka med Vladislavom in hčerko Asena II. je bila verjetno neposredna  posledica ogrske grožnje obema državama. Nekateri zgodovinarji špekulirajo, da je Vladislav sprejel bolgarsko suverenos, za kar ni nobenega dokaza, saj noben primarni vir ne omenja, da bi Vladislav priznal Asena za svojega vazalnega gospoda.  Vladislav se je morda celo bal pretesnih vezi z Bolgari zaradi posledic, ki jih je doživel brat Radoslav zaradi pretesnih vezi z Epirskim despotatom.  Če je morda res priznal Asenovo nadoblast, je to najverjetneje naredil pod prisilo.
Leta 1237 je sklenil sporazum s predstavnikom Dubrovniške republike Giovannijem  Dandolom, s katerim je Dubrovniku podelil trgovinske privilegije. Pogoj za podpis sporazuma je bila zahteva, da Dubrovnik na svojem ozemlju nikoli ne bo dovolil priprav na upor proti Srbiji, kot je to storil po Radoslavovem pobegu.
Križarska vojna papeža Gregorja IX. proti heretskim bogomilom v Bosni ni prinesla nič dobrega. Osrednje Bosne mu ni uspelo osvojiti, bosanski ban Matej Ninoslav s svojim plemstvom pa  se je leta 1240 umalnil  v Dubrovniško republiko. V Ninoslavovem ediktu z datumom 22. marec 1240 se je zato obvezal, da bo branil Dubrovnik, če ga bo napadel Vladislav. V tistem času so v okolici Dubrovnika razsajale srbske bande, v katerih je sodeloval tudi Vladislav. Dubrovčani so se ga bali morda zaradi starih sporov ali morda zaradi trenutnih groženj.

## Invazija Mongolov
Po smrti Vladislavovega močnega zaveznika Ivana Asena II. so v Bolgariji izbruhnili nemiri, ki bi jih Vladislav morda lahko ustavil, če ne bi začeli Evrope ogrožati Mongoli. V letih 1206 do 1227 je mongolski poglavar Džingiskan osvojil ogromno ozemlje kot nihče pred njim. Njegovo cesarstvo je obsegalo celo severno Azijo do polotoka Krima. Mongoli so do leta 1240 osvojili celo Rusijo in zatem še dele Poljske, Ogrske, Hrvaške in Bosne. Pozimi 1241 so preko Donave vdrli v zahodno Ogrsko. Kralju  Béli IV. ni uspelo organizirati nobenega odpora in je pobegnil na Hrvaško. Kadan in Džingiskanov vnuk Batu Kan sta ga zasledovala do Splita, od koder se je zaradi varnosti preselil v Trogir.  Mongoli Splita niso napadli, napadli pa so Klis v prepričanju, da se skriva prav tam. Béla je iz Trogirja pobegnil na Rab. Mongoli so poskušali osvojiti otok, vendar jim to ni uspelo. Po porazu so se tudi zaradi volitev novega kana po Ogedejevi smrti umaknili. Na poti domov so opustošili Bosno, Srbijo in Bolgarijo. Uničili so srbska mesta Kotor, Drivast in Svač,  v Srbiji sami pa niso povzročili večje škode, ker so se prebivalci umaknili v nedostopne gozdove. Bolj kot Mongoli je Vladislava prizadela Asenova smrt, zaradi katere je ostal brez močnega zaveznika.

## Odstavitev
Spomladi 1243 so se Vladislavu uprli in ga odstavili. Plemstvo je za njegovega naslednika izbralo tretjega brata Štefana Uroša I.  Zgodovinarji se še vedno prerekajo ali je bil glavni vzrok za njegovo odstavitev prevelik in nepriljubljen bolgarski vpliv. Če bi bil Asen še živ, bi državni udar zagotovo preprečil.
Borbe za prestol so  trajale od leta 1242 do 1243 in se končale z Uroševim kronanjem. Zgleda, da je Uroš Vladislava ujel in aretiral in je zato upor proti njemu vodila Vladislavova žena Beloslava, ki je nekaj časa preživela v izgnanstvu v Dubrovniku. Njena vodilna vloga je razvidna iz dokumenta, datiranega v poletje 1243, v katerem Dubrovniška republika prisega kralju Urošu, da ne bo podpirala Beloslavinega upora. Ker Vladislav v dokumentu ni omenjen, bi to lahko pomenilo, da je bil takrat v ječi.
Sovražnosti, na srečo, niso trajale dolgo. Brata sta se spravila in Uroš je Vladislavu velikodušno prepustil upravljanje Zete in mu dovolil uporabo naziva kralj.  Zgleda, da je Vladislav zadnja leta svojega življenja preživel v Skadru. Umrl je okoli leta 1269. Pokopan je v samostanu Mileševa.

## Osebnost
Iz nekaj ohranjenih Vladislavovih opisov je razvidno, da je bil energičen, zanesljiv in vročekrven vladar.

## Ime, epiteti in naslovi
Kraljevo rojstno ime je bilo Vladimir, ime Štefan pa je privzel kot vsi drugi monarhi iz dinastije Nemanjić. Tradicija je zelo verjetno povezana z bizantinsko asociacijo na mučeništvo sv. Štefana. Ime Štefan  je izpeljano iz grške besede stefanos, ki pomeni krono. Tradicije se je začela s Štefanom Nemanjo in se nadaljevala do zadnjega vladarja dinastije Nemanjić. Sveti Štefan je bil zavetnik srbske države in vlade in so ga od zgodnjih vladarjev  upodabljali  na kraljevih pečatih in kovancih. Po Popoviću je bilo ime Štefan bolj naslov kot ime, po Ćirkoviću pa je imelo v srbski državi poseben simbolični pomen.  V Življenju Svetega Save se omenja kot "veren", "boga ljubeč", "Kristusa ljubeč", "veliki" in "svet ljubeč" kralj. V nekaterih sodobnih virih se včasih omenja kot "Štefan Vladislav I.", da bi se razlikoval od kasnejšega Vladislava II., sina Dragutina, ki je vladal v Sremu.
Uvodi v Vladimirjeve listine se začenjajo s "Štefan Vladislav, s pomočjo in po milosti Božji kronan kralj in avtokrat vseh srbskih in obmorskih dežel ", medtem ko se napisi na pečatih berejo "Štefan Vladislav, po milosti Božji kralj in avtokrat vseh srbskih in obmorskih dežel". V njegovem podpisu je včasih zapis "Štefan Vladislav, z Božjo pomočjo srbski kralj".  V latinskih dokumentih se imenuje Stefanus Vladislav, Serbiae rex (1238). Podpisoval se je tudi z razširjenim nazivom svojega očeta: "Kralj vseh raških dežel, Duklje in Dalmacije in Travunije in Zahumja". Izraz "raških dežel" se je uporabljal v titularju med vladanjem Uroša I. (1112–1145).
Kanonizirane srbske kralje je Srbska cerkev naslavljala na primer  "Sveti Štefan Vladislav, kralj srbski". Razen vladislava so bili kanonizirani tudi Štefan Milutin, Štefan Uroš I., Štefan Uroš II., Urošica in drugi.

## Srbska zastava
Župan Desa, sin kralja Štefana Vladislava, je poslal delegate iz Kotorja v Dubrovnik z zahtevo, da mu vrnejo predmete iz kraljeve zakladnice. V zakladnici je bila, med drugim, tudi "rdeče modra zastava" (vexillum unum de zendato rubeo et blavo)  iz lahke svilene tkanine. V dokumentu je najstarejši podatek o barvah srbske zastave.

## Družina
Vladislav je imel z ženo Beloslavo, hčerko bolgarskega carja Ivana Asena II.
- sina Štefana, ki je umrl pred letom 1281 v samostanu Esfigmen
- župana (kneza) Deso, vojvodo Kotorja (fl. 1281-1285)
- hčerko, poročeno z Jurijam Kačićem, grofom Omiša (fl. 1276)